# Ba Trung Đàm
Ba Trung Đàm (tiếng Trung: 巴忠倓; tháng 1 năm 1930 – 15 tháng 11 năm 2018) là Trung tướng Giải phóng quân Nhân dân (PLA) và Cảnh sát Vũ trang Nhân dân (PAP). Ông từng là Tư lệnh Khu Cảnh bị Thượng Hải từ năm 1985 đến năm 1992 và Tư lệnh Tổng bộ Cảnh sát Vũ trang Nhân dân Trung Quốc từ tháng 12 năm 1992 đến tháng 2 năm 1996.

## Sự nghiệp
Ba Trung Đàm sinh tháng 1 năm 1930 tại Yên Đài, tỉnh Sơn Đông. Ông tham gia Quân Giải phóng Nhân dân Trung Quốc năm 1949 và gia nhập Đảng Cộng sản Trung Quốc năm 1950. Ông làm việc ở Quân khu Hoa Đông và Quân khu Nam Kinh với tư cách là sĩ quan tham mưu. Sau đó, ông được thăng chức làm Phó Tham mưu trưởng Quân khu Nam Kinh. Tháng 8 năm 1985, ông được bổ nhiệm làm Tư lệnh Khu Cảnh bị Thượng Hải. Tháng 9 năm 1988, ông được phong quân hàm Thiếu tướng. Ngày 28 tháng 2 năm 1992, quân hàm Thiếu tướng PLA của ông được đổi thành cảnh hàm Thiếu tướng Vũ cảnh (PAP). Năm 1993, ông được thăng cảnh hàm Trung tướng Vũ cảnh. Ông được coi là một người thân tín của Chủ tịch nước Giang Trạch Dân, người là Thị trưởng Thượng Hải khi Ba Trung Đàm giữ chức Tư lệnh Khu Cảnh bị Thượng Hải.

## Bãi chức
Ngày 2 tháng 2 năm 1996, Lý Phái Dao, một trong 19 Phó Chủ tịch Quốc hội Trung Quốc, bị sát hại tại nhà trong một vụ trộm bởi Trương Kim Long (张金龙), một thành viên của PAP Bắc Kinh. Kết quả là Ba Trung Đàm bị cách chức và được thay thế bởi Trung tướng Dương Quốc Bình. Sau khi giải ngũ, Ba Trung Đàm là Chủ tịch Hội đồng nghiên cứu chính sách an ninh Quốc gia và Chủ tịch Quỹ bảo vệ tài nguyên nước Thượng Hải.

## Qua đời
Ba Trung Đàm mất ngày 15 tháng 11 năm 2018 tại Bắc Kinh, hưởng thọ 88 tuổi.